# Lin Chuan
Lin Chuan (chiń.: 林全, pinyin: Lín Quán; ur. 13 grudnia 1951 roku w Zuoying, Kaohsiung) – polityk Tajwanu.
W latach 2002–2006 był ministrem finansów.  W latach 2000–2002 był ministem budżetu, rachunkowości i statystyki. W latach 2014–2016 był wicepremierem. Od 20 maja 2016 roku jest premierem (przewodniczącym Yuanu Wykonawczego).